# Sjostedtiella schoutedeni
Sjostedtiella schoutedeni är en stekelart som beskrevs av Pierre L. G. Benoit 1953. Sjostedtiella schoutedeni ingår i släktet Sjostedtiella och familjen brokparasitsteklar. Inga underarter finns listade i Catalogue of Life.